# 苅谷剛彦
苅谷 剛彦（かりや たけひこ、1955年12月19日- ）は、日本の社会学者。オックスフォード大学社会学科および現代日本研究所教授、セント・アントニーズ・カレッジ・フェロー。

## 来歴・人物
東京都出身。東京都立墨田川高等学校、東京大学教育学部卒業。同大学院教育学研究科修士課程修了。ノースウェスタン大学大学院博士課程修了。Ph.D（社会学）。放送教育開発センター研究開発部助教授などを経て、東京大学大学院教育学研究科教授。東京大学教育学部附属中等教育学校校長を経て、2008年よりオックスフォード大学教授を兼任、2009年東大を辞職。
フランスの社会学者ピエール・ブルデューの社会階層論などを援用しつつ、ゆとり教育、学力低下の問題を生徒の家庭の社会的地位と関連させて論考した。資格的には平等な受験システムが、社会の上方流動性へのインセンティブを生み出すが、そのために参加しなければならない受験競争には多くの資金が必要とされるため、実質的に経済格差が学力格差を産出し、これを受験システムが再生産（ルプロダクシオン）する、という主張を展開している。

## 研究・主張

### 日本における社会階層論
親の学歴、職業、所得、教育への関心、文化レベルといった事項は相互に関連しており、これが社会階層を形成する。そして、これらが子供の学習意欲や学力に強い影響を及ぼし、社会階層の再生産を生じさせる。単純に「経済格差が子供の学力格差を産む」という因果関係にならない点に注意する必要があり、結果としてそう見えることとは別の問題である。たとえば、経済的側面だけに着目して十分な奨学金制度を設けても、社会階層の流動化に役立たないのは、そのためだと考えられている。このような問題意識は、階級意識が強い欧州や人種対立を持つアメリカにおいて重要なテーマとして扱われ、研究されてきた。
苅谷は、階層意識が薄い（あるいは避けていた）日本に対してこのような教育社会学的観点を用いて、「教育における隠れた社会階層」が終戦直後から一貫して存在していたことを指摘した。また、実際には存在する「社会階層」を長年に渡って無視・タブー視してきた日本の戦後教育史にも着目した。

### 日本の教育における問題意識の所在
高校への進学が50%を越えた昭和30年代以降、「受験地獄」「学歴社会」「画一教育」「詰め込み教育の弊害」といった批判がなされ、それに対する『良い教育理念』として「子ども中心主義」「子どもが主人公」「個性重視」「生きる力」「ゆとり教育」「新しい学力観」などが提起された。そして、それらの新理念のいくつかは実行に移された。これに対して苅谷は、「これらの問題意識は直感的なものに過ぎず、十分な裏づけがなされていない。各種改革についても手段や結果の検証が不十分」として、批判的にこれらの検証を行った。

## 著書

### 単著
- 『学校・職業・選抜の社会学――高卒就職の日本的メカニズム』（東京大学出版会　1991年）
- 『アメリカの大学・ニッポンの大学――TA・シラバス・授業評価』（玉川大学出版部　1992年）、改訂版：中公新書ラクレ、2012年
- 『大衆教育社会のゆくえ――学歴主義と平等神話の戦後史』（中公新書　1995年）
- 『知的複眼思考法』（講談社　1996年)。「同-誰でも持っている思考のスイッチ」講談社+α文庫 2002年
- 『変わるニッポンの大学――改革か迷走か』（玉川大学出版部　1998年）
- 『学校って何だろう』（講談社　1998年／ちくま文庫 2005年)、 ISBN 9784480421579
- 『階層化日本と教育危機――不平等再生産から意欲格差社会』（有信堂高文社　2001年）
- 『教育改革の幻想』（ちくま新書　2002年）
- 『なぜ教育論争は不毛なのか――学力論争を超えて』（中公新書ラクレ　2003年）
- 『教育の世紀――学び、教える思想』（弘文堂　2004年）、増補版：ちくま学芸文庫、2014年
- 『学力と階層 教育の綻びをどう修正するか』（朝日新聞出版　2008年／朝日文庫、2012年)
- 『教育と平等‐大衆教育社会はいかに生成したか』（中公新書　2009年）、ISBN 9784121020062
- 『イギリスの大学・ニッポンの大学 カレッジ、チュートリアル、エリート教育』（中公新書ラクレ　2012年）
- 『オックスフォードからの警鐘　グローバル化時代の大学論』（中公新書ラクレ　2017年）
- 『追いついた近代消えた近代 戦後日本の自己像と教育』（岩波書店　2019年）
- 『コロナ後の教育へ-オックスフォードからの提唱』（中公新書ラクレ　2020年）
- 『日本人の思考 : ニッポンの大学教育から習性を読みとく』（ちくま新書　2025年）

### 共著
- （天野郁夫・藤田英典）『教育社会学』（放送大学教育振興会, 1994年）
- （濱名陽子・木村涼子・酒井朗）『教育の社会学――「常識」の問い方, 見直し方』（有斐閣, 2000年）
- （志水宏吉・清水睦美・諸田裕子）『「学力低下」の実態――調査報告』（岩波書店［岩波ブックレット］, 2002年）
- ( 櫻井よしこ・鈴木寛)『中学改造 "学校"には何ができて、何ができないのか』編集・藤原和博 (小学館, 2002)
- （大村はま・苅谷夏子）『教えることの復権』（ちくま新書 2003年）
- （西研）『考えあう技術――教育と社会を哲学する』（ちくま新書 2005年）
- （清水睦美・藤田武志・堀健志・松田洋介・山田哲也）『脱「中央」の選択』（岩波ブックレット 2005年）
- （★安藤理・内田良・清水睦美・藤田武志・堀健志・松田洋介・山田哲也）『教育改革を評価する――犬山市教育委員会の挑戦』（岩波書店［岩波ブックレット］, 2006年）
- （増田ユリヤ）『欲ばり過ぎるニッポンの教育』（講談社現代新書 2006年）
- （山口二郎）『格差社会と教育改革』（岩波ブックレット 2008年）
- （諸田裕子,妹尾渉,金子真理子）『教員評価 検証地方分権化時代の教育改革』 （岩波ブックレット 2009年）
- （濱名陽子・木村涼子・酒井朗）『教育の社会学―「常識」の問い方, 見直し方 新版』（有斐閣, 2010年）
- （栗原彬,テッサ・モーリス-スズキ,吉見俊哉,杉田敦,葉上太郎）『3・11に問われて ひとびとの経験をめぐる考察』 （岩波書店 2012年）
- （苅谷夏子・鳥飼玖美子）『ことばの教育を問いなおす　国語・英語の現在と未来』 (ちくま新書　2019年）
- （石澤麻子）『教え学ぶ技術 問いをいかに編集するのか』 (ちくま新書 2019年）
- （吉見俊哉）『大学はもう死んでいる? トップユニバーシティーからの問題提起』（集英社新書 2020年）
- （濱名陽子・木村涼子・酒井朗）『新・教育の社会学―<常識>の問い方、見直し方』（有斐閣, 2023年）

### 編著
- 『シリーズ「現代の高等教育」（2）キャンパスは変わる』（玉川大学出版部, 1995年）
- 『比較社会・入門――グローバル時代の「教養」』（有斐閣, 1997年）
- 『「地元」の文化力 地域の未来のつくりかた』編著 河出ブックス 2014
- 『ひとびとの精神史 第4巻 東京オリンピック 1960年代』岩波書店 2015
- 『ひとびとの精神史 第8巻 バブル崩壊 1990年代』岩波書店 2016

### 共編著
- （酒井朗）『教育理念と学校組織の社会学――異質なものへの理解と寛容、縦割りホームルーム制の実践』（学事出版, 1999年）
- （樋田大二郎・耳塚寛明・岩木秀夫）『高校生文化と進路形成の変容』（学事出版, 2000年）
- （菅山真次・石田浩）『学校・職安と労働市場――戦後新規学卒市場の制度化過程』（東京大学出版会, 2000年）
- （左巻健男）『理科・数学教育の危機と再生』（岩波書店, 2001年）
- （志水宏吉）『学校臨床社会学――「教育問題」をどう考えるか』（放送大学教育振興会, 2003年）
- （森田朗・大西隆・植田和弘・神野直彦・大沢真理）『講座新しい自治体の設計（全6巻）』（有斐閣, 2003-2004年）
- （志水宏吉）『学力の社会学――調査が示す学力の変化と学習の課題』（岩波書店, 2004年）
- 『大卒就職の社会学 データからみる変化』本田由紀共編 東京大学出版会 2010
- 『教員評価の社会学』金子真理子共編著 岩波書店 2010
- 『教育改革の社会学 犬山市の挑戦を検証する』堀健志,内田良共編著 岩波書店 2011
- 『現代高校生の学習と進路 高校の「常識」はどう変わってきたか?』樋田大二郎,堀健志, 大多和直樹共編著 学事出版 2014

### 翻訳
- ヒュー・ローダー,フィリップ・ブラウン,ジョアンヌ・ディラボー,A.H.ハルゼー編『グローバル化・社会変動と教育 2 (文化と不平等の教育社会学)』志水宏吉,小玉重夫共編訳 東京大学出版会 2012

## 栄典
- 2023年4月 紫綬褒章受章[3]